# Paul Bilfinger
Paul Bilfinger (* 15. Mai 1858 in Bern; † 4. Januar 1928 in Mannheim) war ein deutscher Brückenbau-Ingenieur.

## Leben
Sein Vater, Bernhard Bilfinger (1829–1897) hatte als Brückenbauingenieur der Pforzheimer Firma Gebrüder Benckiser unter anderem acht Rheinbrücken gebaut und war maßgeblich am Bau der Müngstener Brücke beteiligt.
Paul Bilfinger studierte in Stuttgart. Ab etwa 1882 übernahm er die Bauleitung an Brücken und schwierigen Druckluftgründungen im In- und Ausland und wurde 1887 nach bestandenem 2. Staatsexamen zum Regierungsbaumeister (Assessor in der öffentlichen Bauverwaltung) ernannt.
Im gleichen Jahr verließ er jedoch den Staatsdienst und trat in das Bauunternehmen Bernatz & Grün von August Bernatz und August Grün ein. Nach Bernatz’ Ausscheiden wurde Bilfinger 1892 Teilhaber von Grün, das Unternehmen hieß nun Grün & Bilfinger. Es wurde 1906 in eine Aktiengesellschaft umgewandelt, aus der 1975 der Baukonzern Bilfinger Berger entstand.
1888 heiratete Bilfinger in Wertheim Emilie Weingärtner, mit der er vier Kinder hatte. Er gehörte dem Verein Deutscher Ingenieure (VDI) und dem Mannheimer Bezirksverein des VDI an.